# Districten van Zwitserland

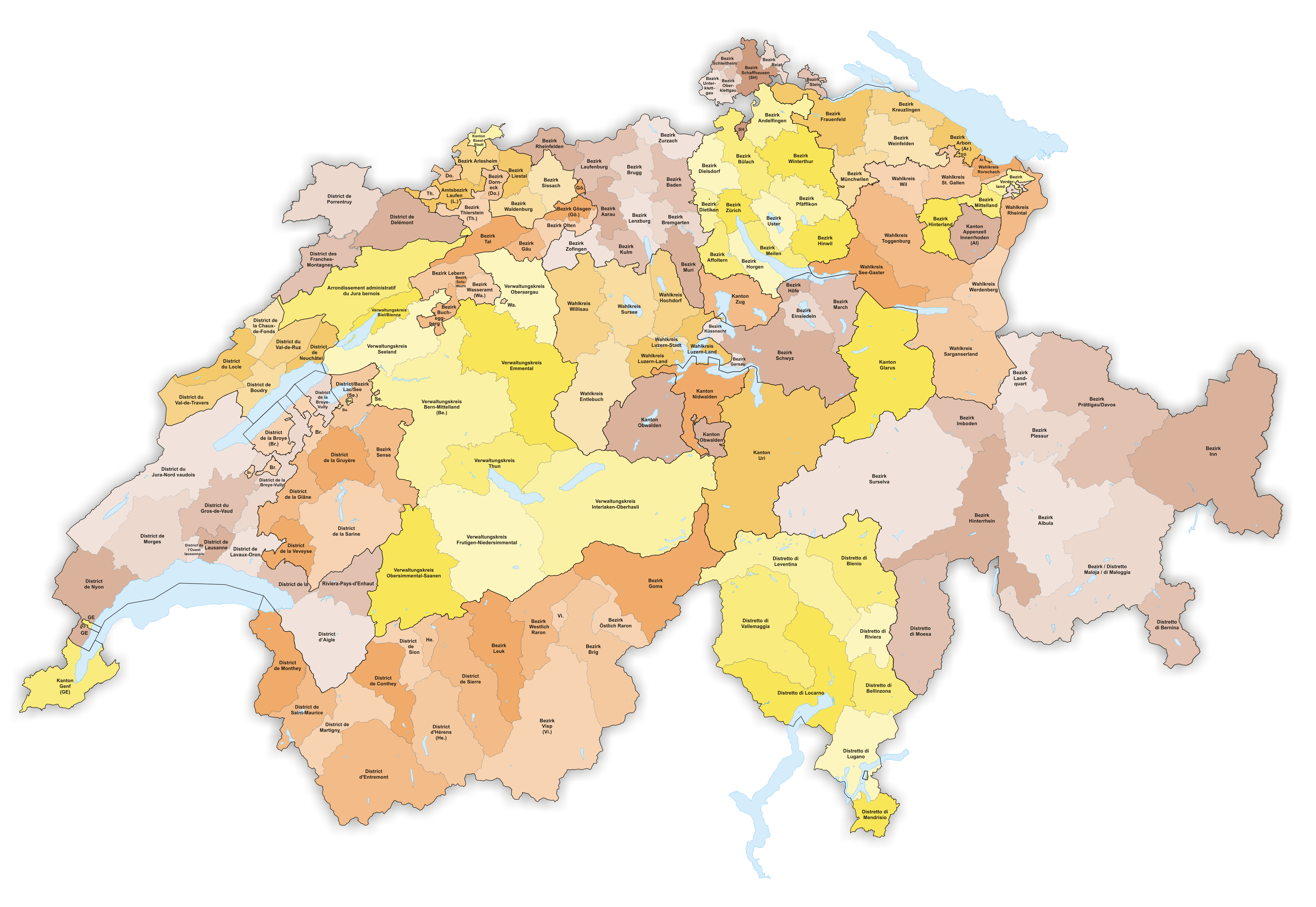
Districten van Zwitserland (2013)

De kantons van Zwitserland zijn in veel gevallen onderverdeeld in districten. Ruim de helft van de 26 kent een dergelijke tussenlaag tussen het kanton en de gemeente, de andere kantons niet. Voor de districten worden per kanton verschillende woorden gebruikt: in het Duitstalige gedeelte van Zwitserland wordt een district Bezirk, Amtsbezirk, Amt of Region genoemd, in het Franstalige gedeelte district en in het Italiaanstalige gedeelte distretto.
Elk kanton is vrij in de bestuurlijke inrichting van het kanton. Naast de keuze tussen wel of geen districten, is er ook verschil in de bevoegdheden die deze krijgen. In sommige gevallen gaat het alleen om kiesdistricten of statistische eenheden, in andere gevallen om echte bestuurlijke eenheden.
Bij enkele kantons zijn of waren de districten nader onderverdeeld in kringen (Italiaans: circoli; Duits: Kreise) voordat het laagste bestuursniveau, de gemeente, wordt bereikt.
In Uri, Obwalden, Nidwalden, Appenzell Ausserrhoden, Glarus, Zug, Bazel-Stad en Genève al langer en in Schaffhausen sinds 1999 zijn er geen opdeling in districten meer. In 2003 zijn de districten in kanton Sankt Gallen omgenoemd naar Wahlkreise (kiesdistricten).